# موكب المومياوات الملكية
موكب المومياوات الملكية هو حدث عالمي أقيم يوم السبت 3 أبريل 2021 يتضمن مغادرة 22 مومياء ملكية المتحف المصري الواقع بميدان التحرير وسط العاصمة المصرية القاهرة إلى موقعها الجديد بالمتحف القومي للحضارة المصرية بالفسطاط شرق القاهرة.
ترجع المومياوات إلى عصور الأسر من السابعة عشرة إلى العشرين، ومن بينها مومياوات الملوك رمسيس الثاني وسقنن رع وتحتمس الثالث وسيتي الأول ورمسيس التاسع، ورمسيس السادس، ورمسيس الخامس، وتحتمس الثالث، والملكة حتشبسوت، والملكة ميرت آمون زوجة الملك أمنحتب الأول، والملكة أحمس نفرتاري زوجة الملك أحمس الأول.
عرض الحفل كاملاً على قناة يوتيوب التابعة لوزارة السياحة والآثار المصرية.

## خط السير
بدأ الموكب بالتحرك من المتحف المصري بميدان التحرير، ثم مرّ أمام مسلة الملك رمسيس الثاني بميدان التحرير، ثم توجه إلى ميدان سيمون بوليفار في جاردن سيتي ثم إلى كورنيش النيل حتى وصل إلى قصر العيني، ومنه إلى سور مجرى العيون، ثم إلى مقياس النيل بالروضة، ثم إلى الفسطاط، وصولًا إلى المتحف القومي للحضارة المصرية حيث ستعرض المومياوات.

## المومياوات المشاركة في الموكب
بلغ عدد المومياوات المشاركة في الموكب 22 مومياء ملكية فرعونية، ثماني عشرة مومياء ملوك وأربع مومياوات ملكات، وتحركت العربات الناقلة لها بترتيب حكم الملوك كالآتي:
1. الملك سقنن رع تاعا
2. الملكة أحمس-نفرتاري
3. الملك أمنحتب الأول
4. الملكة ميريت آمون
5. الملك تحتمس الأول
6. الملك تحتمس الثاني
7. الملك حتشبسوت
8. الملك تحتمس الثالث
9. الملك أمنحتب الثاني
10. الملك تحتمس الرابع
11. الملك أمنحتب الثالث
12. الملكة تي
13. الملك سيتي الأول
14. الملك رمسيس الثاني
15. الملك مرنبتاح
16. الملك سيتي الثاني
17. الملك سبتاح
18. الملك رمسيس الثالث
19. الملك رمسيس الرابع
20. الملك رمسيس الخامس
21. الملك رمسيس السادس
22. الملك رمسيس التاسع

## الفعاليات
بدأ العرض في الساعة الثامنة مساء (السادسة مساء بتوقيت غرينتش) بعروض موسيقية وضوئية في مناطق مرور الموكب. وتقدم الموكب دراجات نارية، حيث بدأت الرحلة التي تبلغ حوالي سبعة كيلومتر بين المتحف المصري بميدان التحرير والمتحف القومي للحضارة المصرية بمدينة الفسطاط. سارت المومياوات طبقًا للترتيب الزمني لعهود الملوك والملكات كما سبق، وقاد الملك سقنن رع من الأسرة المصرية السابعة عشرة موكب الملوك، وكان في مؤخرته الملك رمسيس التاسع من الأسرة المصرية العشرين.
حملت المومياوات على عربات مزينة برسومات ونقوش فرعونية ومجهزة بجو يحوي النيتروجين لتكون المومياوات في ظروف ملائمة للنقل، وتحمل كل عربة اسم الملك الموجود فيها بالعربية والإنجليزية والهيروغليفية المصرية. وسط حراسة أمنية مشددة، غادر الموكب متحفًا عمره قرن من الزمان، مصحوبًا بإضافات بالزي الفرعوني، وعربات تجرها الخيول (العجلات الحربية الفرعونية)، وتحت قرع طبول لفرقة نحاسية، وعلى خلفية موسيقى سمفونية. وصلت العربات الفرعونية إلى المتحف الجديد قرب الساعة الثامنة والنصف مساءً، وأطلقت المدفعية إحدى وعشرين طلقة، وكان في استقبالها الرئيس عبد الفتاح السيسي. استغرق الموكب قرابة 40 دقيقة قطع خلالها سبعة كيلومترات.
تخلل الحفل عروض موسيقية قدمها فنانون مصريون. وقال عالم الاثار المصري زاهي حواس لوكالة فرانس برس «العالم كله سيشاهد هذا الموكب الملكي، ستكون أربعين دقيقة هامة في عمر مدينة القاهرة». قبيل بدء العرض، افتتحت الاحتفالات بأغنية للمطرب المصري محمد منير، وتلا ممثلون مصريون منهم أحمد حلمي، ومنى زكي والتونسية هند صبري نصوصًا عن الحضارة المصرية. في وقت سابق من المساء، زار الرئيس السيسي المتحف القومي للحضارة المصرية برفقة رئيس الوزراء مصطفى مدبولي والمديرة العامة لليونسكو أودري أزولاي، للاطلاع على بعض المجموعات. وقد استغرقت استعدادات الموكب ما مجموعه أربعة أشهر.

## كلمة رئيس الجمهورية
كتب الرئيس المصري عبد الفتاح السيسي على تويتر بهذه المناسبة: «بكل الفخر والاعتزاز أتطلع لاستقبال ملوك وملكات مصر بعد رحلتهم من المتحف المصري بالتحرير إلى المتحف القومي للحضارة المصرية. إن هذا المشهد المهيب لدليل جديد على عظمة هذا الشعب الحارس على هذه الحضارة الفريدة الممتدة في أعماق التاريخ.»
وأضاف: «إنني أدعو كل المصريات والمصريين والعالم أجمع لمتابعة هذا الحدث الفريد، مستلهمين روح الأجداد العظام، الذين صانوا الوطن وصنعوا حضارة تفخر بها كل البشرية، لنكمل طريقنا الذي بدأناه.. طريق البناء والإنسانية.»

## الهدف
يهدف الحدث إلى الترويج للسياحة والثقافة والأمن، وتضميد جراح الثورة المصرية عام 2011. تقول سليمة إكرام، أستاذة علم المصريات بالجامعة الأمريكية بالقاهرة، والمتخصصة في التحنيط، لوكالة فرانس برس (أ ف ب): «يهدف المبنى الجديد الذي وفر للمومياوات إلى عرضها في ظروف أفضل ستعرض المومياوات في صناديق أكثر حداثة من أجل تحكّم أفضل في درجة الحرارة والرطوبة مقارنة بالمتحف القديم.». وقالت المديرة العامة لليونسكو أودري أزولاي، وزيرة الثقافة الفرنسية السابقة، أثناء زيارة رسمية لمصر «إنّ رؤية موكب دخول هذه المومياوات إلى المتحف القومي الجديد للحضارة المصرية، ومعرفة أنها باتت أيسر منالًا للعالم من الآن فصاعدًا، هو تتويج للجهود الحثيثة الرامية إلى الحفاظ عليها وعرضها على نحو أفضل.»«وتربط علاقات قوية بين اليونسكو ومصر، وهي تعود بالزمن بوجه خاص إلي إنقاذ الآثار في النوبة ومنها معبد أبو سمبل "1963-1968"، التي كانت وراء صياغة اتفاقية اليونسكو لحماية التراث العالمي المبرمة في عام 1972.».
وستُقدم المومياوات تقديم فردي إلى جانب توابيتها، محاكيةً مقابر الملوك تحت الأرض، مصحوبة بسيرة ذاتية، وصور أشعة لبعضها. يقول زاهي حواس عالم المصريات المصري: «المومياوات ستقدم لأول مرة بطريقة جميلة، لأغراض تعليمية وليس من أجل الإثارة»، ووفقا له «فإن هيئة المومياوات المخيفة كانت سببا في الماضي للزيارات القليلة، ويقول "لن أنسى أبداً عندما اصطحبت (الأميرة) مارغريت، شقيقة الملكة إليزابيث الثانية، إلى المتحف: أغمضت عينيها وهربت.». لن تكون المومياوات مستعدة للعرض قبل 18 أبريل. ولم تغادر المومياوات ميدان التحرير منذ بداية القرن العشرين.

## تصريحات حول الحدث
وعد مصدر في وزارة السياحة والآثار قبل الحدث «بأنه سيكون مثل زمن الفراعنة.». صرحت عالمة المصريات سليمة إكرام «من خلال حدث كهذا بما يصحبه من أضواء وبهاء، ستلقى المومياوات ما تستحق من إجلال»». ووصف بعض مستخدمي الإنترنت والإعلام المصريين المسيرة بأنها عرض تاريخي.

## كبار الزوار
حضر الاحتفالية الأمين العام لمنظمة السياحة العالمية زوراب بولوليكاشفيلي، ورئيسة منظمة يونسكو أودري أزولاي، ووزير السياحة اليوناني هاريس ثيوشاريس، ووزير السياحة السعودي أحمد الخطيب، وعشرون سفيرًا هم سفراء اليابان وروسيا الاتحادية وروسيا البيضاء والسعودية وقبرص واليونان وإيطاليا والتشيك والمجر وبلجيكا ورومانيا وفرنسا والاتحاد الأوروبي والولايات المتحدة.

## تاريخ المومياوات
اكتشفت المومياوات الـ 22 المشاركة في الموكب في مخبأين. اكتُشفت الأولى في عام 1881 في الدير البحري بالضفة الغربية في الأقصر في مقبرة 320 بطيبة. والثانية في عام 1889 في وادي الملوك بالأقصر في خبيئة مقبرة الملك أمنتحتب الثاني المقبرة 35.

## الشعار

الشعار مزدوج بين اللونين الأزرق الداكن والذهبي، ومستوحى من العقيدة المصرية القديمة، ويعكس دلالات وسمات ترتبط بطبيعة الحدث، والتصميم والألوان مستوحيان من الحضارة المصرية القديمة.وهو من تصميم المصمم المصري الأرمني الأصل كريم مختجيان مصمم شركة الكيمي ديزاين 

## البث التلفزيوني
بثت أكثر من 400 قناة تلفزيونية من مختلف أنحاء العالم موكب المومياوات الملكية على الهواء مباشرة.
وتولى إدارة تصوير فاعليات الحدث مدير التصوير أحمد المرسي فيما تولى مهندس الديكور محمد عطية مسئولية وضع ديكورات الاحتفالية

## الفنانون
شارك في الحدث فنانون أمثال يسرا ومنى زكي وهند صبري وأمينة خليل وحسين فهمي وأحمد حلمي وآسر ياسين وخالد النبوي ومحمد منير وأحمد عز وأحمد السقا وكريم عبد العزيز ونسمة محجوب وأميرة سليم.

## المشاركون
نقلت المومياوات الملكية اثنتان وعشرون سيارة تابعة لقيادات قوات المظلات بوزارة الدفاع لكل مومياء سيارة، وستون دراجةً ناريةً للتشريفة من وزارتي الدفاع والداخلية، ومائة وخمسون حصانًا للتشريفة، واثنتان وعشرون عربة من العجلات الحربية على الطراز الفرعوني صنعتها وزارة الدولة للإنتاج الحربي يجرها أربعة وأربعون حصانًا لكل عجلة حصانان، وثلاثمائة وثلاثون طالبًا من كلية التربية الرياضية بجامعة حلوان، وثلاث فرق موسيقية مجموعها مائة وخمسون فردًا مع مائة وخمسين قارع طبول من إدارة الموسيقات العسكرية بوزارة الدفاع
موسيقى الحفل من إعداد وتأليف الموسيقار هشام نزيه والعمل قيادة المايسترو نادر عباسي  وقام بالتدوين الموسيقي للعمل الموسيقي أحمد الموجي كلمات الأنشودة من إكتشاف الموسيقي ريمون ملاك قائد كورال الإتحاد الفيلهارموني وهو عبارة عن مختارات من ترانيم لمهابة الإلهة إيزيس بمعبد دير الشلويط بالأقصر وقام بالمراجعة اللغوية والتاريخية الأستاذ الدكتور ميسرة عبد الله حسين الأستاذ بكلية الآثار جامعة القاهرة، وقام بغنائها جوقة الكورال المكون من ٩٠ مغنى وعزف مائة من أمهر العازفين بأوركسترا الإتحاد الفيلهارموني بقيادة المايسترو نادر عباسي.